# Semmeringbahn
Željeznička pruga Semmeringa (njemački: Semmeringbahn) je željeznička pruga od Gloggnitza, preko Semmeringa do Mürzzuschlaga u Austriji izgrađena od 1848. do 1854. godine. Bila je to prva planinska pruga u Europi izgrađena sa standardnim rasponom tračnica, i smatra se prvom planinskom prugom zbog toga što su njeni graditelji morali svladati iznimno težak teren i veliku visinsku razliku. Još uvijek je u funkciji i dio je austrijske južne pruge Austrijskih federalnih željeznica.
Oko 20.000 radnika, pod vodstvom inženjera i glavnog direktora radova Carlom von Ghegom, izgradili su 14 tunela (od kojih je najduži tunel Vertex dug 1.431 metara), 16 vijadukta (nekoliko višekatnih) i preko 100 kamenih i 11 manjih željeznih mostova. Pruga je duga 41 km i svladava visinsku razliku od 460 metara, pri čemu su inženjeri morali koristiti mnoge inovacije u njenoj konstrukciji kako bi na nekim mjestima ostvarili uspone od čak 20-25% i pune krivine duge samo 190 m. Nove tehnologije su primijenjene i u dizajnu Engerth lokomotiva kako bi se prilagodile zahtjevnoj pruzi.
Oblikovanje krajolika oko pruge je također bilo dijelom skrbi graditelja, što je dovelo do iznimno privlačnog putovanja željeznicom koja je nudila slikovite poglede iz vlaka. Putovanje vlakom 150 godina starom prugom prema alpskim zimovalištima je i danas velika turistička atrakcija. Zbog čega je pruga 1998. godine upisana na UNESCO-ov popis mjesta svjetske baštine u Europi.

## Vanjske poveznice
- Fotografije pruge Semmeringa  Arhivirana inačica izvorne stranice od 30. siječnja 2020. (Wayback Machine)
- Službene stranice Pruge Semmering  Arhivirana inačica izvorne stranice od 25. prosinca 2008. (Wayback Machine)

### Ostali projekti
|  | Zajednički poslužitelj ima još gradiva o temi Semmeringbahn |